# Pleon
Het pleon of abdomen zijn de achterlijfsomieten bij kreeftachtigen. Enkel bij mosselkreeftjes en Remipedia is dit lichaamsdeel niet aanwezig. Het telson wordt al dan niet tot het pleon gerekend. Het pleon bezit al dan niet extremiteiten.
Bij vlokreeftjes (Amphipoda) en andere Malacostraca is het een onderdeel van het exoskelet. Het bestaat uit zes segmenten, waarvan de eerste drie, de pleonieten, het pleosoom vormen, elk met een paar tweetakkige pleopoden, en de laatste drie het urosoom, dat op zijn beurt gewoonlijk drie paar één- of tweetakkige uropoden draagt. Bij andere Malacostraca (tienpotigen, pissebedden, zeekomma's, aasgarnalen en naaldkreeftjes) kan de detailstructuur licht verschillen.

Algemeen bouwplan van Malacostraca

Algemeen bouwplan van een vlokreeftje